# Lý Tử Xuân
Đây là một tên người Triều Tiên, họ là Lý.
Lý Tử Xuân (Hangul: 이자춘; 1315 – 1360) là một quan lại của Nhà Nguyên (sau đó ông chuyển sang phục vụ cho Cao Ly) và cha của Lý Thành Quế, người thành lập nhà Triều Tiên. Ông còn có tên Mông Cổ là Ngô Lỗ Tư Bất Hoa (吾魯思不花). Miếu hiệu của ông được truy tôn bởi cháu nội là Triều Tiên Thái Tông.
Lý Tử Xuân là một thiên hộ chế (千户制) của nhà Nguyên ở tỉnh Song Thành (雙城, nay là Yŏnghŭng, Hàm Kính Nam đạo, Bắc Triều Tiên - vùng đất lãnh thổ được quản lý bởi Đế quốc Mông Cổ như một trong những chính sách chư hầu của Cao Ly cho vương quốc đó), nhưng quốc tịch của ông là người Triều Tiên. Sau khi Song Thành được sáp nhập với Cao Ly dưới thời vua Cung Mẫn, ông đã di cư đến Hàm Châu, Hàm Kính Nam đạo và thăng chức thành vạn hộ trưởng (萬戶長).
Ông mất vào năm 1360. Năm 1392, Lý Thành Quế đã truy phong phụ thân mình tước Hoàn Vương, táng tại Định lăng (定陵). Năm 1411, Thái Tông truy tôn Hoàn Tổ (환조; 桓祖), đặt thụy là Uyên Vũ Thánh Hoàn đại vương (渊武圣桓大王).

## Gia đình
- Cha: Triều Tiên Độ Tổ Lý Xuân (? - 1342) (조선 도조)
- Mẹ: Kính Thuận Vương hậu Phác thị (경순왕후 박씨)
- Thê tử:
  - Ý Huệ Vương hậu Thôi thị (의혜왕후 최씨), con gái của Thôi Nhàn Kỳ (최한기) và phu nhân Lý thị.
    1. Triều Tiên Thái Tổ Lý Thành Quế (조선 태조; 1335 – 1408)
      - Trấn An Đại quân Lý Phương Vũ (鎭安大君李芳雨, 1354 – 1393), mẹ là Thần Ý Vương hậu Hàn thị. Lấy Tam Hàn quốc đại phu nhân họ Trì ở Trung Châu. Được Triều Tiên Thái Tông truy phong Thần Hàn Đại Hiểu công (辰韓 定孝公).
        - Phụng Ninh quân An Giản công Lý Phúc Căn (李福根, ? - 1421).
        - Hàn Sơn Quận chúa (韓山郡主) - được gã cho Tri Đôn Ninh Phủ sự Lý Thúc Mẩu (李叔畝).
        - Thuận Ninh quân Lý Đức Căn (順寧君 李德根; ? - 1412).

      - Triều Tiên Định Tông Lý Phương Quả (李芳果), mẹ là Thần Ý Vương hậu Hàn thị. Lấy Định An Vương hậu Kim thị (定安王后金氏; 1355 - 1412) ở Khánh Châu.
        - Nghĩa Bình quân Lý Nguyên Sinh (義平君李元生, ? - 1461), mẹ Thục nghi Trì thị.
        - Thuận Bình quân Lý Khoái Sinh (順平君李羣生, ? - 1456), mẹ Thục nghi Kỳ thị.
        - Cẩm Bình quân Lý Nghĩa Sinh (錦平君李義生, ? - 1435), mẹ Thục nghi Kỳ thị.
        - Tuyên Thành quân Lý Mậu Sinh (宣城君李茂生, 1392 - 1460), mẹ Thục nghi Trì thị.
        - Tòng Nghĩa quân Lý Quý Sinh (從義君李貴生, 1393 - 1451), mẹ Thục nghi Văn thị.
        - Trấn Nam quân Lý Chung Sinh (鎭南君李終生, 1396 - 1470), mẹ Thục nghi Lý thị.
        - Thủ Đạo quân Lý Đức Sinh (守道君李德生), mẹ Thục nghi Doãn thị.
        - Lâm Yển quân Lý Lộc Sinh (林堰君李祿生, 1399 - 1432), mẹ Thục nghi Doãn thị.
        - Thạch Bảo quân Lý Phúc Sinh (石保君李福生, 1399 - 1447), mẹ Thục nghi Doãn thị.
        - Đức Tuyền quân Lý Hậu Sinh (德泉君李厚生, 1397 - 1456), mẹ Thành tần Trì thị. Lấy Cao Trạch Quận phu nhân(高澤郡夫人) Trường Thủy Lý thị (長水 李氏). Thụy hiệu Tích Đức công (積德公).
          - Thân Tông quân (新宗君) Cung Giản công(恭簡公) Lý Hiếu Bách (李孝伯)
          - Phú Nhuận Đô chính (富潤都正) Lý Hiếu Thúc (李孝叔)
          - Vân Thủy quân (雲水君) Tương Hồ công(襄胡公) Lý Hiếu Thành (李孝誠)
          - Tùng Lâm quân (松林君) Lý Hiếu Xương (李孝昌)
          - Đích trưởng nữ không rõ tên, hạ giá lấy Thành Tán (成瓚) Xương Ninh (昌寧)
            - Thành Hy Nhạn (成希顔), một trong những Trung Tông Phiên chính Công thần.

          - Đích thứ nữ không rõ tên, hạ giá lấy Thân Giáp Chí (申甲之) ở Bình Sơn (平山)
          - Đích thứ nữ không rõ tên, hạ giá lấy Nguyên Trọng Trĩ (元仲穉) ở Nguyên Châu (原州)
          - Đích thứ nữ không rõ tên, hạ giá lấy Lý Xương Thần (李昌臣) ở Toàn Nghĩa (全義)
          - Đích thứ nữ không rõ tên, hạ giá lấy Phác Quỳ Hiếu (朴季孝)
          - Thứ nữ không rõ tên, gã cho Cù Thế Kỳ (具世其) ở Lăng Thành (綾城)

        - Nhâm Thành quân Lý Hảo Sinh (任城君李好生), mẹ Thục nghi Trì thị.
        - Đào Bình quân Lý Chu Sinh (桃平君李末生, 1402 - 1439), mẹ Thành tần Trì thị.
        - Trường Xuyên quân Lý Phổ Sinh (長川君李普生), mẹ Thục nghi Doãn thị.
        - Trinh Thạch quân Lý Long Sinh (貞石君李隆生, 1409 - 1464), mẹ Thục nghi Kỳ thị.
        - Mậu Lâm quân Lý Thiện Sinh (茂林君李善生, 1419 - 1475), mẹ Thục nghi Kỳ thị.
        - Hàm Dương Ông chúa (咸陽翁主), kết hôn với Tri Đôn Ninh Phủ sự (知敦寧府事) Mật Dương úy (密寧尉) Phác Quảng (朴賡; ?-1427).
          - Hàm Kiết Đạo Quan sát sử (咸吉道觀察使) Phác Thời Xương (朴徐昌; ?-?)

        - Thục Thận Ông chúa (淑愼翁主, 1401 - 1486), kết hôn với Kim Thế Mẫn (金世敏).
        - Đức Xuyên Ông chúa (德川翁主), kết hôn với Biên Thượng Phục (邊尙服).
        - Cao Thành Ông chúa (高城翁主), kết hôn với Trí Trung Khu Phủ sự (知中樞府事)·Hồ Bình công(胡平公) Kim Hoán (金澣; 1409 - 1485).
          - Kim Sĩ Cung (金士恭)
          - Kim Sĩ Ôn (金士溫)
          - Kim Sĩ Nhượng (金士讓)
          - Trưởng nữ không rõ tên, hạ giá lấy Mẫn Huệ (閔憓) ở Ly Hưng (驪興)
          - Thứ nữ không rõ tên, hạ giá lấy Lý Tú Tặng (李秀增) ở Lễ An
          - Thục phu nhân Kim thị (淑夫人 金氏), hạ giá lấy Thái Nhân Huyện giam (泰仁縣監) Tặng (贈) Lại Tào Tham nghị (吏曹參議) Hà Trừng (河澄; 1457 - 1521) ở Tấn Châu (晋州), con trai của Nhân Đông Huyện giam (仁同縣監) Hà Phúc Sơn (河福山; ? - ?)

        - Tường Nguyên Ông chúa (祥原翁主), kết hôn với Tự trực Triệu Hiếu Sơn (趙孝山; ? - 1455).
          - Tuyên truyền quan Triệu Bích (趙璧)
          - Triệu Triệu Sử (趙召史), hạ giá lấy Liễu Thành Bách (柳成栢) ở Tấn Châu (晉州)

        - Toàn Sơn Ông chúa (全山翁主), kết hôn với Lý Hy Tông (李希宗).
        - Nhân Xuyên Ông chúa (仁川翁主), kết hôn với Lý Khoan Thực (李寬植).
        - Hàm An Ông chúa (咸安翁主), kết hôn với Lý Hằng Tín (李恒信).

      - Ích An Đại quân Lý Phương Nghị (益安大君李芳毅, 1360 – 1404), mẹ là Thần Ý Vương hậu Hàn thị. Lấy Tam Hàn quốc đại phu nhân họ Thôi ở Thiết Nguyên.
        - Ích Bình Phủ viện quân(益平府院君)·An Lương công(安良公) Lý Thạch Căn (李石根)
        - Hoài Nhân Huyện chúa (懷仁縣主, sau chết được truy phong là Thiện Huệ Ông chúa·善惠翁主) - gã cho Thiêm Tổng chế Kim Gian (金閑), ở Quáng Châu (廣州).
        - Đích thứ nữ: Không rõ tên, gã cho Hàn Khả Kính (韓可敬)
          - Hàn Thiện (韓善)

        - Vịnh Khả chính (永可正) Lý Thăng (李昇, 1390 - 15 Tháng 4, 1445), mẹ là Phủ phu nhân Cố Thành (固城) Lý thị.

      - Hoài An Đại quân Lý Phương Cán (懷安大君李芳幹, 1364 – 1421), mẹ là Thần Ý Vương hậu Hàn thị. Lấy Phủ phu nhân họ Mẫn ở Ly Hưng, Phủ phu nhân họ Hoàng ở Mật Dương và Kim Lăng phủ phu nhân họ Cầm ở Kim Phổ.
        - Nghĩa Ninh quân (義寧君) Lý Mãng Chúng (李孟衆; 15 Tháng 2, 1385 - 11 Tháng 7, 1423)
        - Thành Huệ Ông chúa (誠惠翁主; ? - 1431), hạ giá lấy Triệu Thận Ngôn (趙愼言) ở Bình Nhưỡng.
        - Tín Huệ Ông chúa (信惠翁主), hạ giá lấy Lý Đại Sinh (李大生) ở An Thành.
        - Xương Ninh quân (昌寧君) Lý Thái (李泰; 1389 - 15 Tháng 10, 1451)
        - Lương Huệ Ông chúa (良惠翁主), hạ giá lấy Phác Khanh Vũ (朴武賢)
        - 2 con gái không rõ tên, mẹ là Tam Hàn Quốc Đại phu nhân Mật Dương Hàn thị.
        - Kim Thành quân (金城君) Lý Thiện (李善, 1409 - ?).
          - Trường Sơn chính Lý Hoành (李衡)

        - Kim Sơn Quân, mẹ là Kim Lăng Phủ phu nhân Cầm thị.
        - 1 con gái không rõ tên, mẹ là Kim Lăng Phủ phu nhân Cầm thị.

      - Triều Tiên Thái Tông Lý Phương Viễn (李芳遠), mẹ là Thần Ý Vương hậu Hàn thị. Lấy Nguyên Kính Vương hậu Mẫn thị (元敬王后閔氏, 1365 - 1420) ở Ly Hưng.
        - Nhượng Ninh Đại quân Lý Đề [讓寧大君李禔, 1394 - 1462], mẹ là Nguyên Kính Vương hậu Mẫn thị. Lấy Tùy Thành Phủ phu nhân họ Kim ở Quang Châu.
        - Hiếu Ninh Đại quân Lý Bồ [孝寧大君李補, 1396 - 1486], mẹ là Nguyên Kính Vương hậu Mẫn thị. Lấy Nhị Thành Phủ phu nhân họ Triệu (예성부부인 정씨) ở Hải Châu.
          - Yi Chae, Nghĩa Thành quân (의성군 이채), con trai cả
          - Yi Chin, hoàng tử Seowon (서원군 이친), con trai thứ 2
          - Yi Gap, Bảo Thành quân (보성군 이갑), con trai thứ 3
          - Yi Mil, hoàng tử Nakwon (낙원군 이밀), con trai thứ 4
          - Yi Jeong, Vĩnh Xuyên quân (영천군 이정), con trai thứ 5
          - Yi Ui, Nguyên Xuyên quân (원천군 이의), con trai thứ 6
          - Công chúa Biin (비인현주), con gái cả; sau khi kết hôn với Lee Hun (이훈)
          - Yi Nang, mẹ là Tiểu thư Pyeonghae.
          - Con gái không rõ tên với Tiểu thư Pyeonghae; sau khi kết hôn với Jeon Jin-hyeong (전진형)

        - Triều Tiên Thế Tông Lý Toán [李裪], mẹ là Nguyên Kính Vương hậu Mẫn thị. Lấy Chiêu Hiến vương hậu Thẩm thị (昭憲王后沈氏, 1395 - 1446) ở Thanh Tùng.
          - Triều Tiên Văn Tông Lý Hướng [李珦], mẹ là Chiêu Hiến vương hậu Thẩm thị. Lấy Phế Vương thế tử Huy tần Kim thị (廢王世子徽嬪金氏) ở An Đông, Phế Vương thế tử Thuần tần Phụng thị (純嬪奉氏) ở Hà Âm và Hiển Đức vương hậu Quyền thị (顯德王后權氏, 1418 - 1441) ở An Đông.
            - Triều Tiên Đoan Tông Lý Hoằng Vĩ [李弘暐], mẹ là Hiển Đức vương hậu Quyền thị. Lấy Định Thuận vương hậu Tống thị (定順王后 宋氏, 1440 - 1521) ở Lệ Sơn.

          - Triều Tiên Thế Tổ Lý Nhu [李瑈], mẹ là Chiêu Hiến vương hậu Thẩm thị. Lấy Trinh Hi vương hậu Doãn thị (貞熹王后尹氏, 1418 – 1483) ở Pha Bình, bà trở thành Đại vương đại phi đầu tiên của Triều Tiên, thực hiện Thùy liêm thính chánh (垂簾聽政).
            - Triều Tiên Đức Tông Lý Chương [李暲], mẹ là Trinh Hi vương hậu Doãn thị. Lấy Chiêu Huệ vương hậu Hàn thị (昭惠王后韓氏, 1437 - 1504) ở Thanh Châu.
              - Nguyệt Sơn Đại quân Lý Đình [月山大君李婷; 1454 - 1488], tự là Tử Mĩ (子美), thụy là Hiếu Văn (孝文). Lấy Thăng Bình phủ đại phu nhân họ Phác ở Thuận Thiên (昇平府大夫人順天朴氏).
              - Minh Thục công chúa [明淑公主; 1456 - 1482], húy Khánh Căn (慶根), khi tổ phụ Thế Tổ tại vị thì phong làm Thái An quận chúa (泰安郡主). Thành Tông kế vị, phong làm Minh Ý công chúa (明懿公主), về sau mới đổi lại. Hạ giá lấy Đường Dương quân Hồng Thường (洪常).
              - Triều Tiên Thành Tông Lý Huyện [李娎]. Lấy Cung Huệ vương hậu Hàn thị (恭惠王后韓氏, 1456 - 1474) ở Thanh Châu, Phế Tề Hiến vương hậu Doãn thị (廢齊獻王后尹氏, 1455 - 1482) ở Hàm An và Trinh Hiển vương hậu Doãn thị (貞顯王后 尹氏, 1462 - 1530) ở Pha Bình.
                - Vương trưởng tử (？－1479), mẹ là Phế Tề Hiến vương hậu Doãn thị.
                - Yên Sơn Quân, mẹ là Phế Tề Hiến vương hậu Doãn thị. Lấy Phế Vương phi Ký Xương quận phu nhân Thận thị.
                  - Nguyên tử, mẹ là Phế Vương phi Ký Xương quận phu nhân Thận thị, chết yểu năm 1494.
                  - Phế Thế tử [廢世子; 1497 - 1506]; mẹ là Phế Vương phi Ký Xương quận phu nhân Thận thị.
                  - Xương Ninh Đại quân Lý Thành [昌寧大君李誠; ? - 1506]; mẹ là Phế Vương phi Ký Xương quận phu nhân Thận thị.
                  - Dương Bình quân Lý Nhân [陽平君李仁; 1498 - 1506], mẹ là Thục nghi Lý thị.
                  - Đại quân Lý Lân Thọ [李麟壽], mẹ là Phế Vương phi Ký Xương quận phu nhân Thận thị.
                  - Vương tử Lý Đôn Thọ [李敦壽], mẹ là Thục nghi Lý thị.
                  - Đại quân Lý Nhân Thọ [李仁壽], mẹ là Phế Vương phi Ký Xương quận phu nhân Thận thị.
                  - Đại quân Lý Thông Thọ [李聰壽], mẹ là Phế Vương phi Ký Xương quận phu nhân Thận thị.
                  - Vương tử Lý Vinh Thọ [李榮壽], mẹ không rõ.
                  - Phế Huy Thận công chúa (廢徽慎公主), tên Lý Thọ Ức (李壽億), mẹ là Phế Vương phi Ký Xương quận phu nhân Thận thị. Lấy Cụ Văn Cảnh (具文璟). Sau khi Trung Tông phản chính, bị phế làm thứ nhân.
                  - Vương nữ Lý Phúc Ức (李福億), mẹ không rõ.
                  - Vương nữ Lý Phúc Hợp (李福合), mẹ không rõ.
                  - Ông chúa Lý Linh Thọ (李靈壽), lại có tên Ninh Thọ (寧壽), mẹ là Thục dung Trương Lục Thủy. Lấy Quyền Nhàn (權鷴).
                  - Ông chúa Lý Hàm Kim (咸今), mẹ là Kim Nội nhân.

                - Quế Thành quân [桂城君, ? －1504], mẹ là Thục nghi Hà thị. Lấy An Thành quận phu nhân Nguyên thị ở Nguyện Châu.
                - An Dương quân [安陽君, 1480 － 1505], mẹ là Quý nhân Trịnh thị. Lấy Miện Xuyên quận phu nhân Cụ thị ở Lăng Thành.
                - Hoàn Nguyên quân [完原君, 1480 － 1509], mẹ là Thục nghi Hồng thị. Lấy Miện Xuyên quận phu nhân Thôi thị ở Toàn Châu và Tinh Thiện quận phu nhân Hứa thị ở Dương Xuyên.
                - Cối Sơn quân [檜山君, 1481 － 1512], mẹ là Thục nghi Hồng thị. Lấy Ninh Nguyện quận phu nhân An thị ở Trúc Sơn.
                - Phượng An quân [鳳安君, 1482 － 1505], mẹ là Quý nhân Trịnh thị. Lấy Nghi Xuân quận phu nhân Triệu thị ở Bình Nhưỡng.
                - Chân Thành quân [甄城君, 1482 － 1507], mẹ là Thục nghi Hồng thị. Lấy Vĩnh Dương quận phu nhân Thân thị ở Bình Sơn.
                - Triều Tiên Trung Tông Lý Dịch (李懌), mẹ là Trinh Hiển vương hậu Doãn thị. Lấy Đoan Kính vương hậu Thận thị (端敬王后愼氏, 1487 - 1557) ở Ký Xương, Chương Kính vương hậu Doãn thị (章敬王后尹氏, 1491 - 1515) ở Pha Bình và Văn Định vương hậu Doãn thị (文定王后尹氏, 1501 - 1565) cũng ở Pha Bình.
                  - Phúc Thành quân Lý Mi (福城君李嵋, 1509 - 1533), ấu danh Hạc Thọ (鶴壽), mẹ là Kính tần Phác thị. Lấy Quận phu nhân Doãn thị ở Pha Bình. Thụy Trinh Mẫn (貞愍).
                  - Hải An quân Lý Kĩ (海安君李㟓, 1511 － 1573), tự Bất Băng (不崩), mẹ là Thục nghi Hồng thị. Lấy Tấn Sơn quận phu nhân Liễu thị ở Tấn Châu, sau lấy Quận phu nhân Thận thị ở Ký Xương. Thụy Tĩnh Hi (靖僖).
                  - Cẩm Nguyên quân Lý Lĩnh (錦原君李岭, 1513 - 1562), ấu danh Hòa Thọ (和壽), tự Ngưỡng Chỉ (仰止), mẹ là Hy tần Hồng thị. Lấy Ba Trừng quận phu nhân Trịnh thị ở Hải Châu. Thụy Hiếu Văn (孝文).
                  - Triều Tiên Nhân Tông Lý Hổ [李峼], mẹ là Chương Kính vương hậu Doãn thị. Lấy Nhân Thánh vương hậu Phác thị (仁聖王后朴氏; 1514 - 1577) ở Phan Nam.
                  - Vĩnh Dương quân Lý Cự (永陽君李岠; 1521 - 1562), mẹ là Xương tần An thị. Lấy Quận phu nhân An thị ở Thuận Hưng. Thụy Thành Điệu (成悼).
                  - Đức Dương quân Lý Kì (德陽君李岐, 1524 - 1581), tự Bá Cao (伯高), mẹ là Thục nghi Lý thị. Lấy Vĩnh Gia quận phu nhân Quyền thị ở An Đông. Thụy Tĩnh Hi (靖僖).
                  - Phụng Thành quân Lý Nguyên (鳳城君李岏, 1528 - 1547), tự Tử Chiêm (子瞻), mẹ là Hy tần Hồng thị. Lấy Đông Lai quận phu nhân Trịnh thị. Thụy Ý Mẫn (懿愍).
                  - Đức Hưng Đại viện quân Lý Thiệu (德興大院君李岹, 1530 - 1559), tự Cảnh Nhưỡng (景仰), mẹ là Xương tần An thị. Lấy Hà Đông Phủ đại phu nhânTrịnh thị.
                    - Hà Nguyên quân (河原君; 1545 - 1597), lấy Nam Dương quận phu nhân Hồng thị (南陽郡夫人洪氏) và Tân An quận phu nhân Lý thị ở Tinh Châu (新安郡夫人星州李氏).
                    - Hà Lăng quân (河陵君; 1546 - 1592), lấy Bình Sơn quận phu nhân Thân thị (平山郡夫人申氏). Về sau nhận con nuôi thờ tự là Cẩm Nguyên quân Lý Tĩnh (錦原君李岭).
                    - Trinh phu nhân Lý thị (貞夫人李氏; 1548 - 1637), tên là Minh Thuận (明順), lấy Quảng Dương quân An Hoảng (廣陽君安滉).
                    - Triều Tiên Tuyên Tổ Lý Công (李蚣; 이연). Lấy Ý Nhân Vương hậu Phác thị (懿仁王后朴氏, 1555 - 1600) ở Phan Nam và Nhân Mục Vương hậu Kim thị (仁穆王后金氏, 1584 - 1632) ở Diên An.
                      - Lâm Hải Quân Lý Duật [臨海君李珒; 1572 - 1609], mẹ là Cung tần họ Kim. Lấy quận phu nhân họ Hứa ở Dương Xuyên. Bị em cùng mẹ là Quang Hải quân giết hại.
                      - Quang Hải Quân Lý Hồn [光海君李琿], mẹ là Cung tần họ Kim. Lấy Phế Vương phi Văn Thành quận phu nhân Liễu thị ở Văn Hóa.
                      - Nghĩa An Quân Lý Thành [義安君李珹; 1577 - 1588], mẹ là Trữ Khánh Cung Nhân tần Kim thị.
                      - Tín Thành Quân Lý Dực [信城君李珝; 1578 - 1592], mẹ là Trữ Khánh Cung Nhân tần Kim thị. Lấy quận phu nhân họ Thân ở Bình Sơn.
                      - Triều Tiên Nguyên Tông Lý Phu [李琈], mẹ là Trữ Khánh Cung Nhân tần Kim thị. Lấy Nhân Hiến vương hậu Cụ thị (仁獻王后具氏, 1578 - 1626) ở Lăng Thành.
                        - Triều Tiên Nhân Tổ Lý Tông (李倧; 이종). Lấy Nhân Liệt Vương hậu Hàn thị (仁烈王后韓氏, 1594 - 1635) ở Thanh Châu và Trang Liệt Vương hậu Triệu thị (莊烈王后趙氏, 1624 - 1688) ở Dương Châu.
                          - Chiêu Hiến Thế tử Lý Uông [昭顯世子李汪, 1612 - 1645], mẹ là Nhân Liệt Vương hậu. Lấy Mẫn Hoài tần cung Khương thị ở Câm Xuyên (愍懷嬪衿川姜氏).
                            - Quận chúa (1629 - 1631)
                            - Quận chúa (1631 - 1640)
                            - Khánh Thiện quân Lý Bách (李栢; 1636 - 1648)
                            - Khánh Thục Quận chúa (1637 - 1655), hạ giá lấy Tặng (贈) Lăng Xương Phó úy (綾昌副尉) Cù Phụng Chương (具鳳章)
                            - Khánh Hoàn quân Lý Thạch Lân (李石磷; 1640 - 1648)
                            - Khánh Ninh Quận chúa (1642 - 1682), hạ giá lấy Hành (行) Cẩm Xương Phó úy (錦昌副尉) Phác Thái Định (朴泰定)
                            - Khánh Thuận Quận chúa Lý Chính Ôn (李正溫; 1643 - 1654), hạ giá lấy Hoàng Xương Phó úy (黃昌副尉) Biên Quang Phụ (邊光輔)
                            - Khánh An quân Lý Cối (李檜; 1644 - 1665)
                              - Lâm Xương quân Lý Hỗn (李焜)

                          - Triều Tiên Hiếu Tông Lý Hạo [李淏], mẹ là Nhân Liệt Vương hậu Hàn thị. Đương thời ông có phong hiệu là Phượng Lâm Đại quân (鳳林大君). Lấy Nhân Tuyên vương hậu Trương thị (仁宣王后 張氏, 1618 - 1674), người ở Đức Thủy (德水).
                            - Triều Tiên Hiển Tông Lý Túc [李棩], lấy Minh Thánh Vương hậu Kim thị (明聖王后金氏; 1642 - 1683), người ở Thanh Phong (清風).
                              - Triều Tiên Túc Tông Lý Đôn [李焞], mẹ là Minh Thánh Vương hậu Kim thị. Lấy Nhân Kính Vương hậu Kim thị (仁敬王后金氏, 1661 - 1680) ở Quang Sơn (光山), Nhân Hiển Vương hậu Mẫn thị (仁顯王后閔氏, 1667 - 1701) ở Ly Hưng (驪興) và Nhân Nguyên Vương hậu Kim thị (仁元王后金氏, 1687-1757) ở Khánh Châu (慶州).
                                - Triều Tiên Cảnh Tông Lý Quân [李昀], mẹ là Ngọc Sơn phủ Đại tần Trương thị. Lấy Đoan Ý vương hậu Thẩm thị (端懿王后沈氏, 1686 - 1718) ở Thanh Tùng và Tuyên Ý vương hậu Ngự thị (宣懿王后魚氏, 1705 - 1730) ở Hàm Tùng.
                                - Triều Tiên Anh Tổ Lý Khâm [李昑], nguyên phong là Diên Nhưng Quân (延礽君), mẹ là Hòa Kính Thục tần Thôi thị. Lấy Trinh Thánh Vương hậu Từ thị (貞聖王后徐氏, 1692 - 1757) ở Đạt Thành và Trinh Thuần Vương hậu Kim thị (貞純王后金氏, 1745 - 1805) ở Khánh Châu.
                                  - Triều Tiên Chân Tông Lý Hưng [李緈], mẹ là Ôn Hi Tĩnh tần Lý thị. Lấy Hiếu Thuần Vương hậu Triệu thị (孝純賢嬪趙氏, 1715 - 1751) ở Phong Nhưỡng.
                                  - Triều Tiên Trang Tổ Lý Huyên [李愃], mẹ là Chiêu Dụ Ánh tần Lý thị. Lấy Hiến Kính Vương hậu Hồng thị (獻敬惠嬪洪氏, 1735 - 1815) ở Phong Sơn.
                                    - Ý Chiêu Thế tôn Lý Chấn (懿昭世孫李琔, 1750 - 1752), mẹ là Hiến Kính Vương hậu Hồng thị.
                                    - Triều Tiên Chính Tổ Lý Toán [李祘], mẹ là Hiến Kính Vương hậu Hồng thị. Lấy Hiếu Ý Vương hậu Kim thị (孝懿王后 金氏, 1753 - 1821) ở Thanh Phong.
                                      - Văn Hiếu Vương thế tử Lý Hanh (文孝王世子李㬀, 1782 - 1786), mẹ là Nghi tần Thành thị. Thời Đại Hàn Đế quốc, truy tặng làm Văn Hiếu Hoàng thái tử (文孝皇太子).
                                      - Triều Tiên Thuần Tổ Lý Công (李玜), mẹ là Hiển Mục Tuy tần Phác thị. Lấy Thuần Nguyên Vương hậu Kim thị (純元王后金氏, 1789 - 1857) ở An Đông.
                                        - Triều Tiên Dực Tông Lý Thái [李旲], mẹ là Thuần Nguyên Vương hậu Kim thị. Lấy Thần Trinh Vương hậu Triệu thị ở Phong Nhưỡng (神貞王后趙氏).
                                          - Triều Tiên Hiến Tông Lý Hoán (李煥). Lấy Hiếu Hiển vương hậu Kim thị (효현왕후 김씨) và Hiếu Định vương hậu Hồng thị (효정왕후 홍씨).

                                    - Ân Ngạn quân Lý Nhân (恩彦君李䄄, 1754 - 1801), mẹ là Túc tần Lâm thị. Lấy Thường Sơn quận phu nhân họ Tống ở Trấn Xuyên và Toàn Sơn quận phu nhân họ Lý ở Toàn Châu.
                                      - Toàn Khê Đại viện quân Lý Khoáng (李壙). Lấy Long Thành phủ đại phu nhân Liêm thị ở Long Đàm (龍城府大夫人龍潭廉氏).
                                        - Triều Tiên Triết Tông Lý Biện (李昪). Lấy Triết Nhân vương hậu Kim thị (철인왕후 김씨, 1837–1878) ở An Đông.
                                          - Nguyên tử không tên (22 tháng 11 năm 1858 - 25 tháng 5 năm 1859), mẹ là Triết Nhân vương hậu Kim thị.
                                          - Vương tử không tên (3 tháng 8 năm 1854 - ?), mẹ là Quý nhân Phác thị (귀인 박씨, 1827 – 10 tháng 4 năm 1889).
                                          - Vương tử không tên (07 tháng 11 năm 1859 - ?), me là Quý nhân Triệu thị (귀인 조씨, 1842 – 1865)
                                          - Vương tử không tên (15 tháng 1 năm 1861 - ?), mẹ là Quý nhân Triệu thị (귀인 조씨, 1842 – 1865)
                                          - Vương tử không tên (01 tháng 10 năm 1862 - ?), mẹ là Quý nhân Lý thị (귀인 이씨)
                                          - Vương nữ không tên, mẹ là Quý nhân Lý thị (귀인 이씨)
                                          - Vương nữ không tên (1850 – ?), mẹ là Thục nghi Phương thị (숙의 방씨, ? – 1878)
                                          - Vương nữ không tên (1853 – ?), mẹ là Thục nghi Phương thị (숙의 방씨, ? – 1878)
                                          - Vĩnh Huệ ông chúa (영혜옹주, Yeong-hye ong-ju; 1859 - 4 tháng 7 năm 1872), mẹ là Thục nghi Phạm thị (숙의 범씨). Tháng 2 năm 1872 thành hôn với Cẩm lăng úy Phác Vịnh Hiếu (박영효, Park Yeong-hyo).
                                          - Vương nữ không tên (1856 – ?), mẹ là Thục nghi Kim thị (궁인 김씨, 1833 – ?)
                                          - Vương nữ không tên, mẹ là Thục nghi Kim thị (궁인 김씨, 1833 – ?)
                                          - Vương tử không tên (8 tháng 8 năm 1862 - ?), mẹ là Cung nhân Lý thị (궁인 이씨)
                                          - Vương nữ không tên, mẹ là Cung nhân Phác thị (궁인 박씨)

                                    - Ân Tín quân Lý Chân (恩信君李禛, 1755 - 1771), mẹ là Túc tần Lâm thị. Lấy Nam Dương quận phu nhân họ Hồng ở Nam Dương.
                                    - Ân Toàn quân Lý Tán (恩全君李禶, 1759 - 1777), mẹ là Cảnh tần Phác thị. Lấy quận phu nhân họ Triệu ở Bình Nhưỡng.
                                    - Thanh Diễn công chúa (清衍公主, 1754 - 1821), mẹ là Hiến Kính Vương hậu Hồng thị. Hạ giá lấy Quang Ân úy Kim Cơ Tính (金箕性, 김기성, Kim Gi-Seong).
                                    - Thanh Tuyền công chúa (清璿公主, 1756 - 1802), mẹ là Hiến Kính Vương hậu Hồng thị. Hạ giá lấy Hưng Ân úy Trịnh Tại Hòa (鄭在和, 정재화, Jeong Jae-Hwa).
                                    - Thanh Cẩn ông chúa (清瑾翁主, 1757 - 1835), mẹ là Cảnh tần Phác thị. Hạ giá lấy Đường Ân úy Hồng Ích Đôn (洪益惇, 홍익돈, Hong Ik-Don).

                          - Lân Bình Đại quân (麟坪大君, 1622-1658), mẹ là Nhân Liệt Vương hậu Hàn thị.
                            - Nam Diên quân Lý Cầu [李球], là hậu duệ 7 đời của Lân Bình Đại quân.
                              - Hưng Tuyên Đại Viện Quân Lý Thị Ứng (李昰應). Lấy Ly Hưng phủ Đại phu nhân Mẫn thị (驪興府大夫人閔氏; 1818 - 1898).
                                - Triều Tiên Cao Tông Lý Mệnh Phúc (李命福). Lấy Minh Thành Hoàng hậu Mẫn thị ở Ly Hưng (명성황후 민씨, 1851 - 1895) và Thuần Hiến Hoàng quý phi Nghiêm thị (귀비 엄씨, 1854 - 1911).
                                  - Đích trưởng tử (1871, chỉ sống được 4 ngày), mẹ là Minh Thành Hoàng hậu Mẫn thị.
                                  - Triều Tiên Thuần Tông Lý Thạch (李坧), mẹ là Minh Thành Hoàng hậu Mẫn thị. Lấy Thuần Minh Hiếu hoàng hậu họ Mẫn (순명효황후) và Thuần Trinh Hiếu hoàng hậu họ Doãn (純貞孝皇后|순정효황후).
                                  - Đích tam tử (1875, chỉ sống được 14 ngày), mẹ là Minh Thành Hoàng hậu Mẫn thị.
                                  - Đích tứ tử (1878, chỉ sống được 105 ngày), mẹ là Minh Thành Hoàng hậu Mẫn thị.
                                  - Ý Mẫn Hoàng thái tử (의민태자, 1897 - 1970), mẹ là Thuần Hiến Hoàng quý phi Nghiêm thị. Lấy Hoàng thái tử phi Lý Phương Tử của Lê Bản Cung.
                                    - Hoàng tử Lý Tấn (이진 | 李晋; 1921 - 1922), mẹ là Hoàng thái tử phi Lý Phương Tử.
                                    - Hoài Ẩn Hoàng thái tôn Lý Cửu (이구 | 李玖; 1931 - 2005), mẹ là Hoàng thái tử phi Lý Phương Tử. Ông trở thành người đứng đầu thứ 29 của gia tộc hoàng gia Triều Tiên sau cái chết của cha mình nhưng không có hậu duệ.

                                  - Hoàn Hòa quân Lý Thiện [완화군이선], mẹ là Quý nhân Lý Thuận Nga ở Vĩnh Bảo cung.
                                  - Nghĩa Hòa quân Lý Cương [의화군이강], mẹ là Quý nhân Trương thị. Lấy Đức Nhân Vương phi Kim Đức Tu (김덕수, Kim Deok-su).
                                  - Hoàng tử Lý Dục (이육), mẹ là Quý nhân Lý Hoàn Hưng ở Quang Hoa đường.
                                  - Hoàng tử Lý Ngu (이우, 1915–1916), mẹ là Quý nhân Trịnh thị ở Bảo Hiền đường.
                                  - Đích trưởng nữ (1873, chỉ sống được 222 ngày), mẹ là Minh Thành Hoàng hậu Mẫn thị.
                                  - Thứ trưởng nữ (1871 - 1872), mẹ là Quý nhân Lý Thuận Nga ở Vĩnh Bảo cung.
                                  - Đức Huệ Ông chúa (덕혜옹주, 1912 - 1989), mẹ là Quý nhân Lương thị ở Phúc Ninh đường. Kết hôn với Bá tước Takeyuki Sō - một quý tộc Nhật Bản của Tsushima.
                                  - Thứ tứ nữ (1879 - 1880), mẹ là Quý nhân Lý thị ở Nội An đường.
                                  - Ông chúa Lý Văn Dung (이문용, 1900–1987), mẹ là Cung nhân Liêm thị.

                          - Long Thành Đại quân (1624-1629), mẹ là Nhân Liệt Vương hậu Hàn thị.
                          - Sùng Thiện quân Lý Trừng [崇善君李澂, 1639 - 1690], mẹ là Phế Quý nhân Triệu thị. Lấy Vĩnh Phong quận phu nhân Thân thị ở Bình Sơn.
                            - Đông Bình quân Lý Hàng (李杭; 1660 - 1701).
                            - Đông Thành Đô chính Lý Cương (李棡).

                          - Lạc Thiện quân Lý Tiêu [樂善君李潚, 1641 - 1695], mẹ là Phế Quý nhân Triệu thị. Lấy Đông Nguyện quận phu nhân Kim thị ở Giang Lăng.

                      - Thuận Hòa Quân Lý Thổ [順和君李𤣰; 1580 - 1607], mẹ là Thuận tần Kim thị. Lấy quận phu nhân họ Hoàng ở Trường Thủy
                      - Nhân Thành Quân Lý Cộng [仁城君李珙; 1588 - 1628], mẹ là Tĩnh tần Mẫn thị. Lấy Hải Bình quận phu nhân họ Doãn
                      - Nghĩa Xương Quân Lý Quang [義昌君李珖; 1589 - 1645], mẹ là Trữ Khánh Cung Nhân tần. Lấy quận phu nhân họ Hứa ở Dương Xuyên
                      - Khánh Xương Quân Lý Đan [慶昌君李珘; 1596 - 1604], mẹ là Trinh tần Hồng thị. Lấy quận phu nhân họ Tào ở Xương Ninh
                      - Hưng An Quân Lý Thi [興安君李瑅; 1598 - 1624], mẹ là Ôn tần Hàn thị. Lấy quận phu nhân họ Hàn ở Thanh Châu và quận phu nhân họ Doãn ở Pha Bình.
                      - Khánh Bình Quân Lý Lực [慶平君李玏; 1600 - 1643], mẹ là Ôn tần Hàn thị. Lấy quận phu nhân họ Thôi ở Sóc Ninh.
                      - Nhân Hưng Quân Lý Anh [仁興君李瑛; 1604 - 1651], mẹ là Tĩnh tần Mẫn thị. Lấy quận phu nhân họ Tống ở Lệ Sơn.
                      - Ninh Thành Quân Lý Quý [寧城君李㻑; 1606 - 1649], mẹ là Ôn tần Hàn thị. lấy quận phu nhân họ Hoàng ở Xương Nguyện.
                      - Vĩnh Xương Đại Quân Lý Nghĩa [永昌大君李㼁; 1606 - 1614], mẹ là Nhân Mục Vương hậu Kim thị.
                      - Trinh Thận Ông chúa [貞慎翁主; 1582 - 1653], mẹ là Nhân tần Kim thị. Hạ giá lấy Đạt Thành úy Từ Cảnh Thọ (徐景霌).
                      - Trinh Huệ Ông chúa [貞惠翁主; 1584 - 1638], mẹ là Nhân tần Kim thị. Hạ giá lấy Hải Tung úy Doãn Tân Chi (尹新之).
                      - Trinh Thục Ông chúa [貞淑翁主; 1587 - 1627], mẹ là Nhân tần Kim thị. Hạ giá lấy Đông Dương úy Thân Dực Thánh (申翊聖).
                      - Trinh Nhân Ông chúa [貞仁翁主; 1590 - 1656], mẹ là Tĩnh tần Mẫn thị. Hạ giá lấy Đường Nguyện úy Hồng Hữu Kính (洪友敬).
                      - Trinh An Ông chúa [貞安翁主; 1590 - 1660], mẹ là Nhân tần Kim thị. Hạ giá lấy Cẩm Dương quân Phác Di (朴瀰).
                      - Trinh Huy Ông chúa [貞徽翁主; 1593 - 1653], mẹ là Nhân tần Kim thị. Hạ giá lấy Toàn Xương quân Liễu Đình Lượng (柳廷亮).
                      - Trinh Thiện Ông chúa [貞善翁主; 1594 - 1614], mẹ là Tĩnh tần Mẫn thị. Hạ giá lấy Cát Thành quân Quyền Đại Nhâm (權大任).
                      - Trinh Chính Ông chúa [貞正翁主; 1595 - 1666], mẹ là Trinh tần Hồng thị. Hạ giá lấy Tấn An úy Liễu Phước (柳頔).
                        - Dưỡng tử Liễu Mệnh Toàn (柳命全, 1628 - 1644)

                      - Trinh Cẩn Ông chúa [貞謹翁主; 1599 - 1613], mẹ là Tĩnh tần Mẫn thị. Hạ giá lấy Nhất Thiện úy Kim Khắc Tấn (金克鑌).
                      - Trinh Minh Công chúa [貞明公主; 1603 - 1685], mẹ là Nhân Mục Vương hậu Kim thị. Hạ giá lấy Vĩnh An úy Hồng Trụ Nguyên (洪柱元).
                        - Hồng Đại Vọng (洪台望, 1625 - ?), mất sớm
                        - Trinh Giản công (貞簡公) Hồng Vạn Dung (洪萬容, 1631 - 1692)
                          - Hồng Trọng Cơ (洪重箕), tổ phụ của Hồng Phong Hán và Hồng Lân Hán
                          - Hồng Trọng Phạm (洪重範)
                          - Hồng Trọng Diễn (洪重衍)
                          - Hồng Trọng Phúc (洪重福)
                          - Hồng Trọng Trù (洪重疇)

                        - Hồng Vạn Hành (洪萬衡, 1633 - 1670)
                          - Hồng Trọng Mô (洪重模)
                          - Hồng Trọng Giai (洪重楷)

                        - Hồng Vạn Hy (洪萬熙, 1635 - 1670)
                        - Hồng Đài Lượng (洪台亮, 1637 - ?), mất sớm
                        - Hồng Đài Lục (洪台六, 1639 - ?), mất sớm
                        - Hồng Đài Nhậm (洪台妊, 1641 - ?), hạ giá lấy Tào Điện Chu (曺殿周, 1640 - 1696)
                        - Phán quyết sự (判決事) Hồng Vạn Hoài (洪萬懷, 1643 - 1710)

                      - Công chúa [公主; 1604], mẹ là Nhân Mục vương hậu Kim thị.
                      - Trinh Hòa Ông chúa [貞和翁主; 1604 - 1666], mẹ là Ôn tần Hàn thị. Hạ giá lấy Đông Xương úy Quyền Đại Hằng (權大恒).

                  - Triều Tiên Minh Tông Lý Hoàn (李峘, 1534 - 1567), mẹ là Văn Định vương hậu Doãn thị. Ban đầu có phong hiệu là Khánh Nguyên đại quân (慶原大君). Lấy Nhân Thuận Vương hậu Thẩm thị (仁順王后沈氏, 1532 - 1575) ở Thanh Tùng.
                    - Thuận Hoài Thế tử [順懷世子, 1551 - 1553], mẹ là Nhân Thuận Vương hậu Thẩm thị.

                  - Vương tử (王子), 3 người chết yểu, mẹ là Hy tần Hồng thị.
                  - Vương tử Di Thọ (王子頤壽), mẹ là Xương tần An thị, chết yểu.
                  - Vương tử (王子, 1528), mẹ là Quý nhân Hàn thị, chết yểu.
                  - Hiếu Huệ công chúa (孝惠公主, 1511 - 1531), tên Ngọc Hà (玉荷), mẹ là Chương Kính vương hậu. Hạ giá lấy Diên Thành úy Kim Hi (金禧).
                  - Huệ Thuận ông chúa (惠順翁主, 1512 - 1538), tên Thiết Hoàn (鐵環), mẹ là Kính tần Phác thị. Hạ giá lấy Quang Xuyên úy Kim Nhân Khánh (金仁慶).
                  - Huệ Tĩnh ông chúa (惠靜翁主, 1514 - 1580), tên Thạch Hoàn (石環), mẹ là Kính tần Phác thị. Hạ giá lấy Đường Thành úy Hồng Lệ (洪礪).
                  - Trinh Thuận ông chúa (貞順翁主, 1517 - ?), tên Trinh Hoàn (貞環), mẹ là Thục nghi Lý thị. Hạ giá lấy Lệ Thành quân Tống Dần (宋寅).
                  - Hiếu Tĩnh ông chúa (孝靜翁主, 1520 －1544), tên Thuận Hoàn (順環), mẹ là Thục nghi Lý thị. Hạ giá lấy Thuần Nguyện úy Triệu Nghĩa Trinh (趙義貞).
                  - Ý Huệ công chúa (懿惠公主, 1521 - 1564), tên Ngọc Huệ (玉蕙), mẹ là Văn Định vương hậu. Hạ giá lấy Thanh Nguyện úy Hàn Cảnh Lộc (韓景祿).
                  - Hiếu Thuận công chúa (孝順公主, 1522 - 1538), tên Ngọc Liên (玉蓮), mẹ là Văn Định vương hậu. Hạ giá lấy Lăng Thành quân Cụ Tư Nhan (具思顔).
                  - Thục Tĩnh ông chúa (淑靜翁主, 1525 －1564), tên Thủ Hoàn (守環), mẹ là Thục nghi Kim thị. Hạ giá lấy Lăng Xương úy Cụ Cán (具澣).
                  - Tĩnh Thận ông chúa (靜愼翁主, 1526 - 1552), tên Thiện Hoàn (善環), mẹ là Xương tần An thị. Hạ giá lấy Thanh Xuyên úy Hàn Cảnh Hựu (韓景祐).
                  - Kính Hiển công chúa (敬顯公主, 1530 - 1584), tên Ngọc Hiền (玉賢), mẹ là Văn Định vương hậu. Hạ giá lấy Linh Xuyên úy Thân Nghĩ (申檥).

            - Đức Nguyên quân Lý Thự [德源君, 1449 – 1498], mẹ là Cẩn tần Phác thị.
            - Triều Tiên Duệ Tông Lý Hoảng [李晄], mẹ là Trinh Hi vương hậu Doãn thị. Lấy Chương Thuận vương hậu Hàn thị (章順王后韓氏,1445 - 1461) ở Thanh Châu và An Thuận vương hậu Hàn thị (安順王后韓氏, 1445 - 1498) cũng ở Thanh Châu.
              - Nhân Thành Đại quân (仁城大君, 1461 - 1463), mẹ là Chương Thuận vương hậu Hàn thị.
              - Tề An Đại quân (齊安大君, Jean daegun, 1466 - 1529), mẹ là An Thuận vương hậu Hàn thị. Lấy Thương Sơn phủ phu nhân Kim thị ở Thượng Châu và Thuận Thiên phu nhân Phác thị.
              - Vương tử mất sớm, con trai thứ hai của An Thuận vương hậu Hàn thị.
              - Hiển Túc công chúa (顯肅公主, 1464 - 1502). Con gái đầu của An Thuận vương hậu Hàn thị. Hạ giá lấy Phong Xuyên úy Nhậm Quang Tải
              - Huệ Thuận công chúa (惠順公主, 1468 - 1469). Con gái thứ hai của An Thuận vương hậu Hàn thị.

            - Xương Nguyên quân Lý Thịnh [昌原君, 1458 – 1484], mẹ là Cẩn tần Phác thị.
            - Vương tử [1458 – 1463], mẹ là Phế chiêu dung Phác thị.

          - An Bình Đại quân Lý Dung [安平大君李瑢, 1418 - 1453], mẹ là Chiêu Hiến vương hậu Thẩm thị. Lấy Phủ phu nhân Trịnh thị ở Diên Nhật.
          - Lâm Quán Đại quân Lý Cầu [臨瀛大君李璆, 1420 - 1469], mẹ là Chiêu Hiến vương hậu Thẩm thị. Lấy Quận phu nhân Nam thị ở Nghi Ninh và Tề An phủ phu nhân Thôi thị ở Toàn Châu.
          - Quảng Bình Đại quân Lý Dư [廣平大君李璵, 1425 - 1444], mẹ là Chiêu Hiến vương hậu Thẩm thị. Lấy Vĩnh Gia Phủ phu nhân Thân thị ở Bình Sơn.
          - Hòa Nghĩa quân Lý Anh [和義君李瓔, 1425 - 1460], mẹ là Lệnh tần Khương thị. Lấy quận phu nhân Phác thị ở Mật Dương.
          - Cẩm Thành Đại quân Lý Du [錦城大君李瑜, 1426 - 1457], mẹ là Chiêu Hiến vương hậu Thẩm thị. Lấy Hoàn Sơn Phủ phu nhân Thôi thị ở Toàn Châu.
          - Quế Dương quân Lý Tằng [桂陽君李璔, 1427 - 1464], mẹ là Thận tần Kim thị. Lấy Tinh Thiện Quận phu nhân Hàn thị ở Thanh Châu.
          - Bình Nguyên Đại quân Lý Lâm [平原大君李琳, 1427 - 1445], mẹ là Chiêu Hiến vương hậu Thẩm thị. Lấy Giang Ninh Phủ phu nhân Hồng thị ở Nam Dương.
          - Nghĩa Xương quân Lý Công [義昌君李玒, 1428 - 1460], mẹ là Thận tần Kim thị. Lấy Lương Nguyên Quận phu nhân Kim thị ở Diên An.
          - Hán Nam quân Lý Vu [漢南君李玗, 1429 - 1459], mẹ là Huệ tần Dương thị. Lấy Quận phu nhân Quyền thị ở An Đông.
          - Mật Thành quân Lý Sâm [密城君李琛, 1430 - 1479], mẹ là Thận tần Kim thị. Lấy Phong Đức Quận phu nhân Mẫn thị ở Ly Hưng.
          - Thọ Xuân quân Lý Huyền [壽春君李玹, 1431 - 1455], mẹ là Huệ tần Dương thị. Lấy Vinh Xuyên Quận phu nhân Trịnh thị ở Diên Nhật.
          - Dực Hiện quân Lý Quản [翼峴君李璭, 1431 - 1463], mẹ là Thận tần Kim thị. Lấy Kim Đê Quận phu nhân Triệu thị ở Bình Nhưỡng.
          - Vĩnh Ưng Đại quân Lý Diễm [永膺大君李琰, 1434 - 1467], mẹ là Chiêu Hiến vương hậu Thẩm thị. Lấy Xuân Thành Phủ phu nhân Trịnh thị ở Hải Châu và Đái Phương phủ phu nhân Tống thị ở Lệ Sơn.
          - Vĩnh Phong quân Lý Tuyền [永豊君李瑔, 1434 - 1456], mẹ là Huệ tần Dương thị. Lấy Quận phu nhân Phác thị ở Thuận An.
          - Ninh Hải quân Lý Đường [寧海君李瑭, 1435 - 1477], mẹ là Thận tần Kim thị. Lấy Lâm Xuyên Quận phu nhân Thân thị ở Bình Sơn.
          - Đầm Giang quân Lý Cừ [潭陽君李璖, 1439 - 1450], mẹ là Thận tần Kim thị.
          - Trinh Chiêu Công chúa [貞昭公主, 1412 - 1424], mẹ là Chiêu Hiến vương hậu Thẩm thị.
          - Trinh Ý Công chúa [貞懿公主, 1415 - 1477], mẹ là Chiêu Hiến vương hậu Thẩm thị. Hạ giá lấy Diên Xương úy An Mạnh Đam (安孟聃).
          - Hai con gái với của Thận tần Kim thị.
          - Trinh Hiển Ông chúa [貞顯翁主, 1424 - 1480], mẹ là Thượng tẩm Tống thị. Hạ giá lấy Linh Xuyên quân Doãn Sư Lộ (尹師路).
            - Doãn Phan (尹潘, 1442 - 1502)
            - Doãn Lân (尹潾)
            - Doãn thị (尹氏)

          - Trinh An Ông chúa [貞安翁主, ? - 1461], mẹ là Thục viên Lý thị. Hạ giá lấy Thẩm An Nghĩa (沈安義).
          - Một con gái với của Tư ký Xa thị.

        - Thành Ninh Đại quân Lý Trọng [誠寧大君李褈, 1405 - 1418], mẹ là Nguyên Kính Vương hậu Mẫn thị. Lấy Tam Hàn Quốc Đại phu nhân (三韓國大夫人) Xương Ninh Thành thị (昌寧成氏; ? - ?).
        - Kính Ninh quân Lý Phi [敬寧君李裶, 1395 - 1458], mẹ là Hiếu tần Kim thị. Lấy Thanh Nguyên Phủ phu nhân họ Kim ở Thanh Phong.
        - Hàm Ninh quân Lý Nhân [諴寧君李裀, ? - 1467], mẹ là Tín tần Tân thị. Lấy Quận phu nhân họ Thôi ở Toàn Châu.
        - Ôn Ninh quân Lý Trình [溫寧君李裎, ? - 1454], mẹ là Tín tần Tân thị. Lấy Ích Sơn Quận phu nhân họ Phác ở Thuận Thiên.
        - Cẩn Ninh quân Lý Nông [謹寧君李禯, ? - 1461], mẹ là Tín tần Tân thị. Lấy Thái An Quận phu nhân họ Hứa ở Hà Dương.
        - Huệ Ninh quân Lý Chỉ [惠寧君李祉, ? - 1440], mẹ là Thiện tần An thị. Lấy Lạc An Quận phu nhân họ Doãn ở Mậu Tùng.
        - Hi Ninh quân Lý Thác [熙寧君李袉, ? - 1465], mẹ là Thục nghi Thôi thị. Lấy Quận phu nhân họ Thân ở Thuần Xương và Quận phu nhân họ Thân ở Bình Sơn.
        - Hậu Ninh quân Lý Cán [厚寧君李衦, 1419 - 1450], mẹ là Đức Thục Ông chúa Lý thị. Lấy Quận phu nhân họ Thân ở Bình Sơn.
        - Ích Ninh quân Lý Đa [益寧君李袳, ? - 1464], mẹ là Thiện tần An thị. Lấy Quận phu nhân họ Phác ở Vân Phong.
        - Trinh Thuận Công chúa (貞順公主, 1385-1460), mẹ là Nguyên Kính Vương hậu Mẫn thị. Hạ giá lấy Thanh Bình Phủ viện quân (淸平府院君) Trinh Tiết công (貞節公) Ti Hiến phủ giám sát (司憲府監察) Lý Bá Cương (李伯剛; 1381 - 1451).
          - Trinh Kính Phu nhân Thanh Châu Lý thị(淸州 李氏).
            - Hàn Sơn Lý thị (sinh 1420).

        - Khánh Trinh Công chúa (慶貞公主, ?-1455), mẹ là Nguyên Kính Vương hậu. Hạ giá lấy Bình Nhưỡng phủ viện quân Triệu Đại Lâm (趙大臨).
        - Khánh An Công chúa (慶安公主, 1393-1415), mẹ là Nguyên Kính Vương hậu. Hạ giá lấy Cát Xương quân Quyền Khuể (權跬).
        - Trinh Thiện Công chúa (貞善公主, 1404-1424), mẹ là Nguyên Kính Vương hậu. Hạ giá lấy Nghi Sơn quân Nam Huy (南暉).
        - Trinh Huệ Ông chúa (貞惠翁主, ?-1424), mẹ là Ý tần Quyền thị. Hạ giá lấy Vân Thành phủ viện quân Phác Tùng Ngu (朴從愚).
        - Trinh Thân Ông chúa (貞信翁主, ?-1452), mẹ là Tín tần Tân thị. Hạ giá lấy Linh Bình quân Doãn Quý Đồng (尹季童).
        - Trinh Tĩnh Ông chúa (貞靜翁主, 1410-1456), mẹ là Tín tần Tân thị. Hạ giá lấy Hán Nguyện quân Triệu Tuyền (趙璿).
        - Thục Trinh Ông chúa (淑貞翁主), mẹ là Tín tần Tân thị. Hạ giá lấy Nhật Thành quân Trịnh Hiếu Toàn (鄭孝全).
        - Chiêu Tín Ông chúa (昭善翁主, ?-1437), mẹ là Tín tần Tân thị. Hạ giá lấy Nhu Xuyên úy Biên Hiếu Thuận (邊孝順).
        - Thục Huệ Ông chúa (淑惠翁主, ?-1464), mẹ là Chiêu tần Lô thị. Hạ giá lấy Tinh Nguyện úy Lý Chính Ninh (李正寧).
        - Thục Ninh Ông chúa (淑寧翁主), mẹ là Tín tần Tân thị. Hạ giá lấy Pha Thành quân Doãn Ngu (尹愚).
        - Chiêu Thục Ông chúa (昭淑翁主, ?-1456), mẹ là Thiện tần An thị. Hạ giá lấy Hải Bình quân Doãn Diên Mệnh (尹延命).
        - Thục Khánh Ông chúa (淑慶翁主, 1420-?), mẹ là Tín tần Tân thị. Hạ giá lấy Pha Bình quân Doãn Nham (尹巖).
        - Kính Thận Ông chúa (敬愼翁主), mẹ là Thiện tần An thị.
        - Thục An Ông chúa (淑安翁主, ?-1464), mẹ là Minh tần Kim thị. Hạ giá lấy Hoài Xuyên quân Hoàng Dụ (黃裕).
        - Thục Cẩn Ông chúa (淑謹翁主, ?-1450), mẹ là Thân tần Tân thị. Hạ giá lấy Hoa Xuyên quân Quyền Cung (權恭).
        - Thục Thuận Ông chúa (淑順翁主), mẹ là Đức Thục Ông chúa. Hạ giá lấy Pha Nguyện quân Doãn Bình (尹泙).

      - Đức An Đại quân Lý Phương Diễn (德安大君李芳衍), chết yểu, mẹ là Thần Ý Vương hậu Hàn thị.
      - Phủ An Đại quân Lý Phương Phần (撫安大君李芳蕃, 1381 – 1398), mẹ là Thần Đức Vương hậu. Lấy Khai Thành phủ phu nhân họ Vương, bị Thái Tông giết chết.
      - Nghi An Đại quân Lý Phương Thạc (宜安大君李芳蕃, 1382 – 1398), mẹ là Thần Đức Vương hậu. Lấy Phủ phu nhân họ Thẩm ở Phú Hữu, bị Thái Tông giết chết.
      - Khánh Thận Công chúa (慶愼公主, ? – 1426), mẹ là Thần Ý Vương hậu. Hạ giá lấy Thượng Đảng phủ viện quân Cảnh Túc công Lý Ái (李薆).
        - Lý Hậu (李厚).

      - Khánh Thiện Công chúa (慶善公主), mẹ là Thần Ý Vương hậu. Hạ giá lấy Thanh Nguyện quân Thẩm Tông (沈淙).
        - Trưởng nữ không rõ tên, gã cho Khang Bình (康平) công Lý Minh Thần (李明晨) ở Đức Thủy.

      - Khánh Thuận Công chúa (慶順公主, ? – 1407), mẹ là Thần Đức Vương hậu. Hạ giá lấy Khai quốc Công thần Hưng An quân Lý Tế (李濟).
        - Dưỡng tử Lý Nhuận (李潤), cháu của Lý Tế.

      - Nghi Ninh Ông chúa (宜寧翁主), mẹ là Tán đức Chu thị. Hạ giá lấy Khải Xuyên úy Lý Tranh (李薆).
        - Lý Hoảng (李宺)
        - Văn Lương công Lý Tuyên (文良公 李宣)
        - Thứ tử không rõ tên
        - Lý Hiếu (李孝)
        - Trưởng nữ không rõ tên, hạ giá lấy Tấn Châu Trịnh thị (晋州 鄭氏) Trịnh Thiều (鄭韶)
        - Thứ nữ không rõ tên, hạ giá lấy Thanh Đạo Kim thị (淸道 金氏) Kim Mãng Hoành (金孟衡)
        - Thứ nữ không rõ tên, hạ giá lấy Tân Bình Lý thị (新平 李氏) Lý Hào Sinh (李晩生)

      - Thục Thận Ông chúa (淑愼翁主, ? – 1453), mẹ là Hòa Nghĩa Ông chúa. Hạ giá lấy Đường Thành úy Hồng Hải (洪海).
        - Hồng Đức Sinh (洪德生)
        - Hồng Hưởng Sinh (洪亨生)
        - Hồng Lợi Sinh (洪利生)
        - Hồng Ngọc Sinh (洪玉生)

    2. Trinh Hòa Công chúa (정화공주), lấy Triệu Nhân Bích (조인벽)

  - Phu nhân Lý thị (이씨)
    1. Hoàn Phong đại quân Lý Nguyên Quế (완풍대군 이원계; 1330 – 1388)
    2. Vĩnh Thành đại quân Lý Thiên Quế (이천계 영성대군; 1333 – 1392)
    3. Một con gái không rõ tên, lấy Khương Hựu (강우)

  - Định tần Kim thị (정빈 김씨; ? – 1404)
    1. Nghĩa Yên đại quân Lý Hòa (의안대군 이화; 1348 – 1408)